# Batalla de Kabkabiya
La batalla de Kabkabiya es un enfrentamiento armado  que inició el 15 de abril de 2023 entre las Fuerzas Armadas de Sudán y las Fuerzas de Apoyo Rápido durante la tercera guerra civil sudanesa.

## Fondo
En mayo de 2015, un enfrentamiento entre milicianos y tropas del Movimiento de Liberación y Justicia (LJM) en Kabkabiya provocó heridos. También continuaron los ataques a los agricultores. Se reportaron secuestros y refugiados de la zona que habían sido desplazados.

## Batalla
El 23 de abril de 2023, la ciudad pasó a estar bajo el control de las Fuerzas de Apoyo Rápido. Tres empleados del Programa Mundial de Alimentos (PMA) murieron tras quedar atrapados en el fuego cruzado en una base militar, otros dos miembros del personal resultaron heridos.